# Dorra Bouzid
Dorra Bouzid, née en 1933 à Sfax et morte le 24 septembre 2023 à La Marsa, est une journaliste, pharmacienne, critique d'art et animatrice culturelle tunisienne. Elle est considérée comme l'une des premières — voire la première — femme journaliste de son pays.

## Biographie
Née en 1933 à Sfax, elle est la fille de Chérifa Messadi et de Hamed Bouzid, tous deux syndicalistes chevronnés. Son père meurt lorsqu'elle a un an. Elle est élevée par le second époux de sa mère, l'écrivain et homme politique Mahmoud Messadi. Elle suit, adolescente, le militantisme de ses parents au sein de l'Union générale tunisienne du travail.
Tentée par une carrière artistique (notamment dans la danse), elle mène à la demande de ses parents des études de pharmacie. Elle devient la deuxième femme tunisienne diplômée en pharmacie après Jalila Rebaï. Ses études en pharmacie la conduisent à Paris, où elle milite et intègre l'Union générale des étudiants de Tunisie. Elle est la première femme à appartenir au bureau de ce mouvement, et écrit dans leur journal, L'Étudiant tunisien, sous le pseudonyme de Leila,.
En avril 1955, Béchir Ben Yahmed créé un hebdomadaire baptisé L'Action, qui inclut une chronique féministe : un billet militant hebdomadaire pour le droit des femmes intitulé « Leila vous parle ». Le 9 décembre 1957, l'une de ses chroniques intitulée « Pardonnez-nous, Mme Hached » est consacrée à la situation précaire de la famille du syndicaliste Farhat Hached (assassiné en 1952), et fait du bruit en Tunisie. Elle se préoccupe de la place des femmes dans la société, de la lutte féministe, du droit de vote, du rapport entre le féminisme et la religion, etc,.
Le 20 avril 1956, à l'indépendance de la Tunisie, elle rentre au pays, s'investit politiquement et met ses compétences de pharmacienne au service de la construction d'un système de santé.
En 1959, elle fonde le premier magazine féminin (et féministe) arabo-africain, Fayza, mêlant sérieux et légèreté et mettant en avant la culture tunisienne. Elle collabore à des périodiques, mais reste indépendante des partis et du pouvoir.
En 1973, elle crée le journal culturel Tunis Hebdo : elle y soutient les artistes et milite contre la censure politique.
En 1980, elle s'engage dans le Festival international de Carthage où elle promeut la danse, attirant à la fois des stars et des amateurs dont elle lance la carrière artistique. Elle y crée la Soirée des écoles de danse et rédige par ailleurs un livre d'art sur l'École de Tunis, qui fait référence sur la peinture tunisienne contemporaine.
En 2010, elle est reçue par Frédéric Mitterrand, ministre français de la Culture, qui lui remet les insignes d'officier des arts et des lettres. L'année suivante, elle suit les soulèvements des printemps arabes qu'elle dit envisager avec optimisme. Walid Tayaa lui consacre un documentaire, Dorra Bouzid, une Tunisienne, un combat, sorti en 2012.
Elle meurt le 24 septembre 2023 à l'âge de 90 ans,.

## Idées féministes
Dorra Bouzid défend l'idée que les progrès des droits des femmes ne menacent pas l'islam, mais qu'au contraire, c'est à la religion de s'adapter aux évolutions de la société.
Elle défend le droit au divorce comme outil d'émancipation. Elle était fascinée par Habib Bourguiba, premier président de la Tunisie indépendante, ayant œuvré à la lutte pour l'égalité entre les hommes et les femmes dans le monde arabe, qui lui aussi admirait les articles de la journaliste.